# Ильченко, Даниил Иванович
Даниил Иванович Ильченко (25 декабря 1894, Золочев, Харьковская губерния, Российская империя — 13 апреля 1977, Москва, СССР) — русский актёр театра, советский актёр театра и кино, заслуженный артист РСФСР (1951). Двоюродный брат советского украинского писателя и сценариста Александра Елисеевича Ильченко (1909—1994).

## Биография
Даниил Ильченко родился 25 декабря 1894 года в городе Золочев Харьковского губернского уезда в семье железнодорожника. С 10 лет работал пастухом, сторожем-табельщиком на угольных складах, железнодорожным рабочим и одновременно учился в сельской школе, а затем в городском училище. С 16 лет стал работать конторщиком на железной дороге в Харькове, а в 1911 году поступил на вечернее отделение Харьковской частной театральной школы под руководством Н. Н. Синельникова. После окончания театральной школы стал актёром театра города Старый Оскол Курской губернии, а позже в 1914—1929 годы, работал в театрах Харькова, Херсона, Евпатории, Курска, Барнаула, Красноярска и других. В 1917 и 1919 годах служил в армии.
С 1932 года жил и работал в Москве. В 1932—1933 годы был актёром историко-революционного театра, а с 1933 года был принят в театр имени МОСПС (с 1938 года — театр имени Моссовета), где работал до 1942 года. В 1942—1946 годы Даниил Ильченко работал во фронтовом театре, был художественным руководителем и артистом театра классики при Московской филармонии, актёром театра Санпросвета, актёром и режиссёром театра миниатюр.
В 1946 году Даниил Иванович был принят в Московский драматический театр (ныне Московский драматический театр на Малой Бронной), на сцене которого сыграл более двух десятков ролей. В театре он проработал до конца 1950-х годов, когда полностью перешёл в кинематограф. Даниил Ильченко был прекрасным характерным актером. Его игре были присущи предельная простота, достоверность, сочетание мягкого юмора и психологической глубины образа.
Первой заметной работой в кино Даниила Ильченко стал Тимофей Тутаринов в «Кавалере Золотой Звезды». Но настоящая слава пришла к актёру после роли Пантелея Мелехова в фильме «Тихий Дон» Сергея Герасимова. После этого успеха он перешёл в кинематограф, где, как правило, играл простых русских мужиков и старых казаков.
Умер 13 апреля 1977 года. Урна с прахом захоронена в колумбарии на Николо-Архангельском кладбище.

## Награды
- Заслуженный артист РСФСР (1951)

## Творчество

### Работы в театре

#### Театр имени Моссовета
- «Мятеж» — Караваев
- «Враги» — генерал
- «Порт-Артур» — Потанов

#### Московский драматический театр на Малой Бронной
- «Профессор Полежаев» — матрос Куприянов
- «Там, где не было затемнения» — Фома Мазаев
- «Не в свои сани не садись» — Русаков
- «На бойком месте» — Бессудный
- «Синий фарфор» — Скудра
- «Светит да не греет» — Дерюгин
- «Принц и нищий» — Джон Кенти
- «Женитьба Белугина» — Гаврила Пантелеевич

### Фильмография
| Год  |   | Название                     | Роль                          |
| ---- | - | ---------------------------- | ----------------------------- |
| 1914 | ф | Страшен сон, да милостив Бог | австрийский солдат            |
| 1931 | ф | Шахтёры рапортуют            | шахтёр                        |
| 1941 | ф | Дело Артамоновых             | истопник                      |
| 1941 | ф | Первая конная                | крестьянин                    |
| 1950 | ф | Кавалер Золотой Звезды       | Тимофей Ильич Тутаринов, отец |
| 1956 | ф | Первые радости               | старик                        |
| 1958 | ф | Тихий Дон                    | Пантелей Прокофьевич Мелехов  |
| 1959 | ф | Неоплаченный долг            | Марушкин, ездовой             |
| 1960 | ф | Простая история              | Егор Лыков                    |
| 1960 | ф | Твои друзья                  | лесник                        |
| 1961 | ф | Нахалёнок                    | дед Миши                      |
| 1962 | ф | Грешница                     | отец                          |
| 1966 | ф | Бурьян                       | Матузка-отец                  |
| 1967 | ф | В город пришла беда          | Махотин                       |
| 1967 | ф | Каменный крест               | Иван Дидух                    |
| 1969 | ф | Повесть о чекисте            | профессор Щербаков            |
| 1969 | ф | Тяжёлый колос                | Головатый                     |
| 1970 | ф | Сады Семирамиды              | отец Шкурата                  |
| 1972 | ф | Лесная баллада               | дед Тимофей                   |
| 1972 | ф | Моя жизнь                    | мужик-дурачок                 |
| 1975 | ф | Они сражались за Родину      | Лука Михалыч, старый казак    |